# Trabzonspor
Trabzonspor is een Turkse voetbalclub uit de stad Trabzon, opgericht in 1967 uit diverse kleinere lokale clubs.

Trabzon ligt in de Zwarte Zee-regio.

Trabzonspor wordt gezien als een van de vier grote clubs van Turkije, en het was lang de enige club van buiten Istanboel die de Turkse competitie wist te winnen. Trabzonspor is de eerste Turkse voetbalclub die zowel de vrouwelijke als de mannelijke competitie heeft gewonnen. De clubkleuren zijn bordeaux en blauw. Trabzonspor speelde zijn thuiswedstrijden in het Hüseyin Avni Akerstadion. Trabzonspor heeft per 29 januari 2017 met de 4-0 gewonnen wedstrijd tegen Gaziantepspor zijn intrek genomen in het nieuwe stadion, de Medical Park Arena. Trabzonspor heeft een satellietclub genaamd 1461 Trabzon.

## Geschiedenis

### Oprichting
In de stad Trabzon waren in de jaren zestig van de 20ste eeuw vier belangrijke amateurclubs: Karadenizgücü, Martispor, İdmangücü en İdmanocaği.
De drie eerst genoemde clubs fuseerden op 21 juni 1966 tot de club Trabzonspor. De clubkleuren werden toen rood en wit. De vierde club, İdmanocaği, was niet bij de fusie betrokken en was in die periode net de belangrijkste op sportief vlak. Na lang aandringen en vergaderen besloot ook die club om zich op 2 augustus 1967 bij de drie anderen te voegen. De naam Trabzonspor bleef bewaard, maar de clubkleuren veranderden in bordeaux en blauw.

### 1976–1984: Professionalisering
In de loop der jaren kon Trabzonspor zich zelfs opwerken tot de Süper Lig en in 1976 schreef de club zelfs geschiedenis. Op dat moment werd de Süper Lig al jaren gedomineerd door de drie clubs uit Istanboel, namelijk Galatasaray, Fenerbahçe en Beşiktaş. Maar Trabzonspor maakte daar een einde aan door als eerste club, die niet uit Istanboel kwam, de landskampioen te worden. De club kon het succes een jaar later zelfs nog eens overdoen.

### 1996: Eerste competitiesuccessen
In 1996 kwam Trabzonspor heel dicht bij een zevende landskampioenschap, maar gaf het in de laatste weken weg aan Fenerbahçe. Trabzonspor wachtte toen alweer 12 jaar op een nieuw landskampioenschap. Trabzonspor moest in de voorlaatste week thuis tegen Fenerbahçe spelen en stond met twee punten verschil bovenaan. Een gelijkspel was voldoende voor een nieuw kampioenschap. In een kolkend Avni Aker kwam Trabzonspor door een doelpunt van Abdullah Ercan in de 20ste minuut op 1-0-voorsprong. Heel Trabzon ontplofte met dat doelpunt en iedereen begon zich voor te bereiden op het behalen van hun zevende landskampioenschap. Trabzonspor speelde beter dan ooit, maar Rüştü Reçber, destijds keeper bij Fenerbahçe, groeide uit tot superheld. In de 84e minuut stortte het leven van menig Trabzonspor supporter inéén, toen Aykut Kocaman namens Fenerbahçe de 1-2 op het scorebord zette. Met 82 punten eindigde Trabzonspor dat seizoen op de tweede plaats. Deze wedstrijd heeft veel teweeggebracht in het voortbestaan van Trabzonspor. Na dat jaar is nooit meer de kracht van de echte Trabzonspor teruggekomen (op de twee seizoenen 2004 en 2005 na). Heel Trabzon was teleurgesteld dat het landskampioenschap op zo een manier is weggegeven aan aartsrivaal Fenerbahçe.

### 2003–2009
Ook in de seizoenen 2003/2004 en 2004/2005 eindigde Trabzonspor op het nippertje achter Fenerbahçe. In het seizoen 2007/2008 hield het Fenerbahçe op de laatste speeldag van de titel af door van die club te winnen. Daardoor kon Fenerbahçe het gat van drie punten op Galatasaray niet meer dichten.
Trabzonspor heeft in het seizoen 2008/2009 genoegen moeten nemen met een derde plaats in de ranglijst. Na een reeks van overwinningen verloor Trabzonspor op de laatste speeldag van de competitie van Fenerbahçe. Hierdoor liep de club plaatsing voor de Champions League mis.

### 2009–2010
Trabzonspor begon verrassend goed aan het nieuwe seizoen door de runner-up van vorig seizoen, Sivasspor in Sivas met 1-2 te verslaan. Trabzonspor begon het nieuwe seizoen met Hugo Broos als hoofdtrainer. Na de goede start ging het echter bergafwaarts met Trabzonspor, na een reeks van slechte resultaten werd na het schandalige verlies tegen Kaşımpaşa SK besloten om de coach te ontslaan. Na onderling overleg heeft de coach zijn functie als hoofdtrainer neergelegd. Op 1 december 2009 heeft het bestuur bekendgemaakt dat Şenol Güneş per direct de functie als hoofdtrainer op zich heeft genomen. Niet veel later heeft Şenol Güneş na overleg met het bestuur de vijf spelers die buiten de selectie werden gelaten als gevolg van slechte prestaties opnieuw opgenomen in de selectie.
In het seizoen 2009/2010 stond Trabzonspor in de finale van de Turkse beker. Hier trof het, voor het eerst in een finale van de Turkse beker, aartsrivaal Fenerbahçe. Opvallend detail is dat deze finale op 5 mei 2010 werd gespeeld. In Trabzon stond de wedstrijd van 5 mei 1996 nog vers in het geheugen en wilde men deze mogelijkheid gebruiken tot het nemen van revanche. Trabzonspor won de finale met 3-1. Aan het begin van het volgend seizoen werd ten koste van landskampioen Bursaspor de Super Cup gewonnen.

### 2010–heden
In het seizoen 2010/2011 werd Trabzonspor tweede achter Fenerbahçe. Die club kwam vlak na het behalen van de titel in opspraak. De politie arresteerde diens voorzitter Aziz Yıldırım op beschuldiging van manipulatie en omkoping van voetbalwedstrijden tijdens het seizoen 2010/2011. Doordat de Turkse voetbalbond, vanwege het lopende onderzoek, beperkte inzage kreeg in de stukken van justitie, besloot de bond Fenerbahçe (nog) niet te straffen met degradatie. Eind augustus stelde de UEFA de Turkse bond een ultimatum: Fenerbahçe terugtrekken uit de Champions League of een lange schorsing riskeren van Turkije en Turkse teams aan internationale wedstrijden. Een dag later voldeed de bond aan dit verzoek en verving Fenerbahçe door Trabzonspor, dat eerder in de voorronde van de Champions League was uitgeschakeld. Fenerbahçe tekende zonder succes bezwaar aan. Trabzonspor heeft per 29 januari 2017 met de 4-0 gewonnen wedstrijd tegen Gaziantepspor zijn intrek genomen in het nieuwe stadion, de Medical Park Arena. De Colombiaanse international Fabian Castillo scoorde in de 15e minuut het allereerste doelpunt in het nieuwe stadion. In het seizoen 2018/2019 eindigde Trabzonspor op de vierde plaats en behaalde hiermee een ticket voor de voorrondes van de Europa League 2019/20. Nadat de club uit Trabzon in de derde kwalificatie ronde had afgerekend met Sparta Praag en vervolgens in de Play-off ronde AEK Athene versloeg, stroomde ze door naar de groepsfase van de Europa League. De Turken eindigde hierin als laatste met slechts één punt. In de competitie en beker ging het in het seizoen 19/20 voortvarender. De club was namelijk tot het einde van het seizoen in de race voor het landskampioenschap. Trabzonspor eindigde uiteindelijk op de 2e plaats in de competitie, met vier punten achterstand op Istanbul Başakşehir. In de beker werd de finale behaald, waarin Alanyaspor met 2-0 werd verslagen. De club kwalificeerde zich ondanks de successen niet voor Europees voetbal. De Europese federatie UEFA legde Trabzonspor begin juni 2019 een schorsing op, omdat de club zijn financiële zaken nog steeds niet op orde had. Trabzonspor had de UEFA vier jaar geleden beloofd dat het in 2019 de in- en uitgaven in balans zou hebben. Het lukte de club echter opnieuw niet te voldoen aan de regels van Financial Fair Play, met een schorsing tot gevolg. Dit had tot gevolg dat Trabzonspor een seizoen lang geen Europees voetbal mocht spelen en de club dus niet mee mocht doen aan de voorrondes van de Champions League 20/21.

## Statistieken

### Records
- Het eerste team buiten Istanboel dat kampioen wist te worden.
- Het wereldrecord van meeste thuiswedstrijden zonder verlies staat op naam van Trabzonspor: 99 opeenvolgende wedstrijden. Er werd voor het laatst verloren in de 7e week van het seizoen 1975/1976. Pas in het seizoen 1981/1982, in de 18e week om precies te zijn, verloor Trabzonspor weer een thuiswedstrijd.
- De eerste club die 5 doelpunten wist te maken in het Ali Sami Yenstadion van de rivaal Galatasaray SK. Er werd met 3-5 gewonnen van Galatasaray in het seizoen 1998/1999.
- In het seizoen 1976/1977, toen Liverpool FC een van zijn legendarische jaren had en alle bekers won die er te winnen vielen, verloren ze met 1-0 van Trabzonspor. Liverpool had het gehele seizoen maar 2 keer verloren: 1x in de competitie en 1x van Trabzonspor.
- Het enige Turkse team dat al zijn kampioenschappen won onder een Turkse trainer. Ahmet Suat Özyazici won de competitie 4 maal met Trabzon en ook Özkan Sümer die het 2 maal won.
- Het team dat de Turkse competitie won, met een selectie die alleen bestond uit spelers van de eigen regio.
- Het team dat 9 jaar op rij in de top 2 wist te eindigen in de Turkse competitie, waarvan 6 maal als kampioen en 3 maal als nummer 2.
- Trabzonspor verkocht aan het eind van het seizoen 2005/2006 Fatih Tekke voor €7,4 miljoen. Dit was de grootste transfersom ooit door een Turkse voetbalclub geïnd. Dit is inmiddels in het seizoen 2010/2011 verbroken door de transfer van Arda Turan van Galatasaray SK naar Atlético Madrid voor €12 miljoen (excl. bonussen).
- Het enige Turkse team dat het seizoen na promotie uit tweede klasse kampioen in eerste is geworden.
- De legendarische keeper van Trabzonspor, Senol Günes, heeft tijdens zijn carrière velen records verbroken. Maar een van de belangrijkste records is toch wel het record dat hij 1129 minuten geen goal heeft tegen gekregen. Dit zijn 13 opeenvolgende wedstrijden.
- Het eerste Turkse team dat ook meteen haar eerste CL-duel wist te winnen.

## Erelijst
| Competitie   | Aantal | Jaren                                                      |
| ------------ | ------ | ---------------------------------------------------------- |
| Nationaal    |        |                                                            |
| Süper Lig    | 7x     | 1976, 1977, 1979, 1980, 1981, 1984, 2022                   |
| Turkse Beker | 9x     | 1977, 1978, 1984, 1992, 1995, 2003, 2004, 2010, 2020       |
| Super Cup    | 10x    | 1976, 1977, 1978, 1979, 1980, 1983, 1995, 2010, 2021, 2022 |

## Trabzonspor in Europa
Trabzonspor speelt sinds 1976 in diverse Europese competities. Hieronder staan de competities en in welke seizoenen de club deelnam:
- Champions League (4x)

2004/05, 2005/06, 2011/12, 2022/23
- Europacup I (6x)

1976/77, 1977/78, 1979/80, 1980/81, 1981/82, 1984/85
- Europa League (9x)

2009/10, 2010/11, 2012/13, 2013/14, 2014/15, 2015/16, 2019/20, 2022/23, 2024/25
- Conference League (3x)

2021/22, 2022/23. 2024/25
- Europacup II (3x)

1990/91, 1992/93, 1995/96
- UEFA Cup (11x)

1982/83, 1983/84, 1991/92, 1993/94, 1994/95, 1996/97, 1997/98, 1998/99, 2003/04, 2004/05, 2006/07
- Intertoto Cup (2x)

1999, 2007

## Bekende (ex-)spelers
Turken
- Fatih Akyel
- Mehmet Aurélio
- Abdullah Ercan
- Şenol Güneş
- Gökdeniz Karadeniz
- Hami Mandıralı
- Sergen Yalçın
- Fatih Tekke
- Selçuk İnan
- Gökhan Ünal
- Ogün Temizkanoğlu
- Burak Yılmaz
- Oktay Derelioğlu
- Ersen Martin
- Serkan Balcı
- Tolga Zengin
- Egemen Korkmaz
- Hüseyin Çimşir
- Ferhat Öztorun
- Sezer Badur
- Çağlar Birinci
- Halil Altıntop
- Barış Özbek
- Soner Aydoğdu
- Salih Dursun
- Olcay Şahan

Algerijnen
- Essaïd Belkalem
- Carl Medjani

Argentijnen
- Gustavo Colman
- José Sosa

Australiërs
- Michael Petković

Belgen
- Jean-Marie Pfaff
- Hans Somers
- Bernd Thijs
- Christian Brüls
- Karel D'Haene
- Kurt Van De Paar
- Luis Pedro Cavanda

Brazilianen
- Fabiano Eller
- Alanzinho
- Marcelinho
- Jakson Coelho
- Jefferson
- Paulo Henrique

Burundezen
- Faty Papy

Engelsen
- Daniel Sturridge

Fransen
- Florent Malouda

Egyptenaren
- Ayman Abdelaziz

Georgiërs
- Artsjil Arveladze
- Sjota Arveladze
- Georgi Nemsadze
- Kacha Katsjarava
- Gotsja Dzjamaraoeli

Ghanezen
- Waris Majeed

Guinezen
- Ibrahim Yattara
- Kévin Constant

Ivorianen
- Nicolas Pépé
- Didier Zokora

Kameroenezen
- Rigobert Song
- Jean-Jacques Missé-Missé

Kroaten
- Hrvoje Čale
- Drago Gabrić
- Mislav Oršić

Marokkanen
- Manuel da Costa

Namibiërs
- Razundara Tjikuzu

Nederlanders
- Bilal Başaçıkoğlu
- Aykut Demir
- Kiki Musampa

Nigerianen
- John Obi Mikel
- Ogenyi Onazi
- Isaac Promise

Noren
- Rune Lange
- Alexander Sørloth

Paraguayanen
- Óscar Cardozo

Polen
- Mirosław Szymkowiak
- Arkadiusz Głowacki
- Piotr Brożek
- Paweł Brożek
- Adrian Mierzejewski

Slowaken
- Marek Čech
- Ján Ďurica
- Marek Hamšík
- Juraj Kucka
- Marek Sapara
- Róbert Vittek

Senegalezen
- Dame N'Doye
- Tony Sylva

Serviërs
- Lazar Marković
- Milan Stepanov

Spanjaarden
- Marc Bartra

Zuid-Koreanen
- Suk Hyun-Jun

## Trainer-coaches
| Van        | Tot        | Naam                       | D | W | G | V |
| ---------- | ---------- | -------------------------- | - | - | - | - |
| 05.04.2023 | heden      | İhsan Derelioğlu (interim) |   |   |   |   |
| 08.03.2023 | 04.04.2023 | Orhan Ak (interim)         |   |   |   |   |
| 17.08.2021 | 08.03.2023 | Abdullah Avci              |   |   |   |   |
| 20.07.2020 | 17.08.2021 | Eddie Newton               |   |   |   |   |
| 02.01.2020 | 20.07.2020 | Hüseyin Çimşir             |   |   |   |   |
| 01.06.2018 | 30.12.2019 | Ünal Karaman               |   |   |   |   |
| 18.06.2017 | 31.05.2018 | Rıza Çalımbay              |   |   |   |   |
| 01.06.2016 | 16.10.2017 | Ersun Yanal                |   |   |   |   |
| 21.01.2016 | 13.05.2016 | Hami Mandıralı             |   |   |   |   |
| 16.11.2015 | 21.01.2016 | Şadi Tekelioğlu (interim)  |   |   |   |   |
| 03.06.2015 | 16.11.2015 | Sjota Arveladze            |   |   |   |   |
| 12.11.2014 | 30.06.2015 | Ersun Yanal                |   |   |   |   |
| 01.07.2014 | 09.11.2014 | Vahid Halilhodžić          |   |   |   |   |
| 11.02.2014 | 30.06.2014 | Hami Mandıralı             |   |   |   |   |
| 01.07.2013 | 10.02.2014 | Mustafa Akçay              |   |   |   |   |
| 28.01.2013 | 28.05.2013 | Tolunay Kafkas             |   |   |   |   |
| 02.12.2009 | 27.01.2013 | Şenol Güneş                |   |   |   |   |
| 23.11.2009 | 30.11.2009 | Ünal Karaman               |   |   |   |   |
| 22.06.2009 | 22.11.2009 | Hugo Broos                 |   |   |   |   |
| 28.04.2009 | 21.06.2009 | Ahmet Özen                 |   |   |   |   |
| 24.10.2007 | 27.04.2009 | Ersun Yanal                |   |   |   |   |
| 07.09.2006 | 23.10.2007 | Ziya Doğan                 |   |   |   |   |
| 01.07.2006 | 07.09.2006 | Sebastião Lazaroni         |   |   |   |   |
| 01.10.2005 | 30.06.2006 | Vahid Halilhodžić          |   |   |   |   |
| 26.12.2004 | 27.09.2005 | Şenol Güneş                |   |   |   |   |
| 05.02.2004 | 30.11.2004 | Ziya Doğan                 |   |   |   |   |
| 06.12.2003 | 02.02.2004 | Turgay Semercioğlu         |   |   |   |   |
| 01.07.2002 | 30.11.2003 | Samet Aybaba               |   |   |   |   |
| 07.11.2001 | 30.06.2002 | Hans-Peter Briegel         |   |   |   |   |
| 01.01.2001 | 06.11.2001 | Şadi Tekelioğlu            |   |   |   |   |
| 01.07.1999 | 31.12.1999 | Jürgen Wähling             |   |   |   |   |
| 01.07.1998 | 30.06.1999 | Gordon Milne               |   |   |   |   |
| 01.07.1997 | 30.06.1998 | Yılmaz Vural               |   |   |   |   |
| 01.07.1993 | 30.06.1997 | Şenol Güneş                |   |   |   |   |
| 01.07.1992 | 30.06.1993 | Georges Leekens            |   |   |   |   |
| 01.07.1991 | 30.06.1992 | Urbain Braems              |   |   |   |   |
| 01.07.1990 | 30.06.1991 | Özkan Sümer                |   |   |   |   |
| 01.07.1989 | 30.06.1990 | Urbain Braems              |   |   |   |   |
| 01.07.1988 | 30.06.1989 | Şenol Güneş                |   |   |   |   |
| 01.07.1987 | 30.06.1988 | Werner Biskup              |   |   |   |   |
| 01.07.1987 | 30.06.1988 | Metin Türel                |   |   |   |   |
| 18.03.1986 | 30.06.1987 | Ahmet Özyazıcı             |   |   |   |   |
| 11.03.1986 | 17.03.1986 | Şenol Güneş                |   |   |   |   |
| 01.07.1985 | 10.03.1986 | Jürgen Sundermann          |   |   |   |   |
| 01.07.1984 | 30.06.1985 | Özkan Sümer                |   |   |   |   |
| 01.07.1981 | 30.06.1984 | Ahmet Özyazıcı             |   |   |   |   |
| 01.07.1980 | 30.06.1981 | Özkan Sümer                |   |   |   |   |
| 01.07.1979 | 30.06.1980 | Ahmet Özyazıcı             |   |   |   |   |
| 01.07.1978 | 30.06.1979 | Özkan Sümer                |   |   |   |   |
| 01.01.1976 | 30.06.1978 | Ahmet Özyazıcı             |   |   |   |   |
| 01.07.1975 | 31.12.1975 | Şükrü Ersoy                |   |   |   |   |
| 01.07.1974 | 30.06.1975 | Ahmet Özyazıcı             |   |   |   |   |
| 01.07.1972 | 30.06.1973 | Mustafa Ertan              |   |   |   |   |

## Selectie 2024/25
| Nr.           | Nat.                           | Naam                 |
| Keepers       | Keepers                        | Keepers              |
| ------------- | ------------------------------ | -------------------- |
| 1             | Vlag van Turkije               | Uğurcan Çakır        |
| 25            | Vlag van Turkije               | Onuralp Çevikkan     |
| 54            | Vlag van Turkije               | Muhammet Taha Tepe   |
| Verdedigers   |                                |                      |
| 4             | Vlag van Turkije               | Hüseyin Türkmen      |
| 15            | Vlag van Montenegro            | Stefan Savić         |
| 19            | Vlag van Turkije               | Mustafa Eskihellaç   |
| 20            | Vlag van Turkije               | Serkan Asan          |
| 29            | Vlag van Turkije               | Serdar Saatçı        |
| 44            | Vlag van Oekraïne              | Arseniy Batagov      |
| 77            | Vlag van Turkije               | Arif Boşluk          |
| Middenvelders |                                |                      |
| 5             | Vlag van Engeland              | John Lundstram       |
| 6             | Vlag van Frankrijk             | Batista Mendy        |
| 11            | Vlag van Turkije               | Ozan Tufan           |
| 16            | Vlag van Turkije               | Kerem Şen            |
| 23            | Vlag van Turkije               | Umut Güneş           |
| 26            | Vlag van Frankrijk             | Tim Jabol-Folcarelli |
| 35            | Vlag van Turkije               | Okay Yokuşlu         |
| Aanvallers    |                                |                      |
| 7             | Vlag van Bosnië en Herzegovina | Edin Višća           |
| 9             | Vlag van Nigeria               | Anthony Nwakaeme     |
| 10            | Vlag van Oostenrijk            | Muhammed Cham        |
| 14            | Vlag van Oekraïne              | Danylo Sikan         |
| 17            | Vlag van Congo-Kinshasa        | Simon Banza          |
| 22            | Vlag van Oekraïne              | Oleksandr Zoebkov    |
| 61            | Vlag van Turkije               | Cihan Çanak          |
| 70            | Vlag van Roemenië              | Denis Drăguș         |
| 90            | Vlag van Turkije               | Poyraz Yıldırım      |
| 94            | Vlag van Turkije               | Enis Destan          |
| 99            | Vlag van Kroatië               | Mislav Oršić         |

- = Aanvoerder

### Topscorers
| #  | Naam              | Seizoen   | Goals    |
| -- | ----------------- | --------- | -------- |
| 1. | Necmi Perekli     | 1976–1977 | 18 goals |
| 2. | Sjota Arveladze   | 1995–1996 | 25 goals |
| 3. | Fatih Tekke       | 2004–2005 | 31 goals |
| 4. | Burak Yılmaz      | 2011–2012 | 33 goals |
| 5. | Alexander Sørloth | 2019–2020 | 24 goals |

### Meest opgesteld
| # | Naam               | Carrière Jaar | Aantal keer opgesteld | Goals |
| - | ------------------ | ------------- | --------------------- | ----- |
| 1 | Hami Mandıralı     | 1984–2002     | 469                   | 218   |
| 2 | Şenol Güneş        | 1972–1987     | 424                   | 0     |
| 3 | Gökdeniz Karadeniz | 1998–2008     | 277                   | 78    |
| 4 | Fatih Tekke        | 1994–2006     | 197                   | 88    |
| 5 | Ibrahim Yattara    | 2003–2011     | 193                   | 25    |

## Vrouwen
Het vrouwenelftal nam na het kampioenschap in 2009/10 voor het eerst deel aan de UEFA Women's Champions League. Hiermee is het vrouwenelftal van Trabzonspor het eerste vrouwenelftal uit Turkije dat heeft deelgenomen aan de UEFA Women's Champions League. Deze voetbalclub is pas opgericht in 2007 en spelen net zoals de mannenploeg in het Avni Akerstadion.

### In Europa
| Seizoen | Competitie                    | Ronde | Land               | Club              | Uitslagen |
| ------- | ----------------------------- | ----- | ------------------ | ----------------- | --------- |
| 2009/10 | UEFA Women's Champions League | 1e    | Vlag van Slovenië  | ŽNK Krka          | 2-0       |
|         | toernooi in Krško en Gorica   | 1e    | Vlag van Italië    | ASD Torres Calcio | 0-9       |
|         |                               | 1e    | Vlag van Slowakije | Slovan Duslo Šaľa | 1-2       |

## Andere branches
Naast voetbal houdt de club zich ook bezig met andere sporten zoals onder meer:
- Basketbal
- Handbal
- Zwemmen
- Judo

1 Çakır  ·
4 Türkmen ·
5 Yokuşlu ·
6 Mendy ·
7 Višća ·
9 Nwakaeme ·
10 Cham ·
11 Tufan ·
15 Savić ·
17 Banza ·
22 Zoebkov ·
23 Güneş ·
25 Çevikkan ·
29 Saatçı ·
44 Batagov ·
54 Tepe ·
61 Çanak ·
74 Malkoçoğlu ·
77 Boşluk ·
90 Yıldırım ·
99 Oršić ·
Coach: Tekke
Alanyaspor · 
Antalyaspor · 
Başakşehir · 
Beşiktaş · 
Eyüpspor · 
Fatih Karagümrük · 
Fenerbahçe · 
Galatasaray · 
Gaziantep FK · 
Gençlerbirliği · 
Göztepe · 
Kasımpaşa · 
Kayserispor ·
Kocaelispor ·  
Konyaspor · 
Çaykur Rizespor · 
Samsunspor · 
Trabzonspor ·